# Hünenberg
Hünenberg is een gemeente en plaats in het Zwitserse kanton Zug.
Hünenberg telt 8098 inwoners.
Baar · Cham · Hünenberg · Menzingen · Neuheim · Oberägeri · Risch-Rotkreuz · Steinhausen · Unterägeri · Walchwil · Zug
- Gemeinsame Normdatei: 4242209-7
- Historisch woordenboek van Zwitserland: 000789
- Library of Congress Control Number: n78051474
- Virtual International Authority File: 233642055